# Alfred Whitehead (Organist)
Alfred Ernest Whitehead (* 10. Juli 1887 in Peterborough, England; † 1. April 1974 in Amherst/Nova Scotia) war ein kanadischer Komponist, Organist und Chorleiter englischer Herkunft.

## Leben
Whitehead hatte zunächst Orgelunterricht bei Haydn Keeton und C. C. Francis, den Organisten der Kathedrale von Peterborough, später bei Arthur Eaglefield Hull. 1912 wanderte er nach Kanada aus, wo er Organist und Chorleiter an der St Andrew’s Presbyterian Church in Truro wurde. Daneben unterrichtete er Orgel und Musiktheorie an der Mount Allison University. 1913 wurde er Fellow der Canadian Guild of Organists, des späteren Royal Canadian College of Organists, dessen Präsident er von 1930 bis 1931 und von 1935 bis 1937 war.
Von 1915 bis 1922 wirkte er als Chorleiter und Organist an der St Peter’s Anglican Church in Sherbrooke. 1922 kam er als Organist der Christ Church Cathedral nach Montreal. Bis 1930 unterrichtete er außerdem Orgel, Musiktheorie und Komposition am KOndservatorium der McGill University. Zu seinen Schülern zählten hier u. a. Alexander Brott, Graham George, Hector Gratton, Frances James, Donald Mackey, Louis Robinson und Ethel Stark. Großes Ansehen genossen sein Cathedral Singers mit denen der Dirigent des Montreal Symphony Orchestra, Wilfrid Pelletier bei der Gründungsveranstaltung der Montreal Festivals und den nachfolgenden Festivals Werke von Johann Sebastian Bach für Chor und Orchester aufführte.
Aus gesundheitlichen Gründen zog sich Whitehead 1947 von seinen Verpflichtungen in Montreal zurück und übernahm die Leitung der Musikfakultät der Mount Allison University. Nach seiner Emeritierung 1953 übernahm er die Organistenstelle an der Trinity United Church in Amherst, die er bis 1971 innehatte. Als Komponist trat Whitehead vor allem mit kirchenmusikalischen Werken für Chor und für Orgel hervor. Daneben war er ein angesehener Philatelist, dessen Buch The Squared-Circle Cancellations of Canada (1950) in mehreren Auflagen erschien.

## Werke
- Eighteen Fauxbourdons and Descants für vierstimmigen gemischten Chor, 1932
- Love Unknown für vierstimmigen gemischten Chor, 1932
- Most Glorious Lord of Life für zwei vierstimmige gemischte Chöre, 1932
- Ye Choirs of New Jerusalem für vierstimmigen gemischten Chor und Orgel, 1932
- Christmas Slumber Song für Orgel, 1932
- Passacaglia für Orgel, 1932
- Almighty God, Whose Glory für vierstimmigen gemischten Chor, 1933
- Magnificat und Nunc dimittis für zwei vierstimmige gemischte Chöre und Orgel, 1933
- Alleluia, Sing to Jesus für vierstimmigen gemischten Chor und Orgel, 1934
- Come Sweet Evening Guest für Sopran, vierstimmigen gemischten Chor und Orgel, 1934
- Watchman, from the Height Beholding für Sopran, Bariton, vierstimmigen gemischten Chor und Orgel, 1934
- Early One Morning (Old English folksong), für Frauenstimmen, 1934
- The Lord is my Shepherd (Psalm 23) für fünfstimmigen gemischten Chor, 1934
- Grant Us Grace, Lord für fünfstimmigen gemischten Chor, 1934
- O Light Beyond Our Utmost Light. für vierstimmigen gemischten Chor und Orgel, 1934
- Watch Thou, Dear Lord, Motette  für vierstimmigen gemischten Chor und Orgel, 1934
- The Seven Joys of Mary für Sopran und vierstimmigen gemischten Chor, 1935
- Benedicite omnia opera für vierstimmigen gemischten Chor und Orgel, 1936
- If Ye Then Be Risen with Christ für Sopran, Bariton, vierstimmigen gemischten Chor und Orgel, 1937
- Praise Him, Ye That Fear Him für Sopran, Alt, Tenor, Bass und vierstimmigen gemischten Chor, 1937
- Prelude on ‘Winchester Old’, Christmas pastorale für Orgel, 1937
- I Beheld a Great Multitude für Tenor, vierstimmigen gemischten Chor und Orgel, 1938
- Now God Be with Us für vierstimmigen gemischten Chor, 1940
- Through a Long Cloister für Männerstimmen, 1940
- Prelude on a Theme by Orlando Gibbons für Orgel, 1940
- Westminster Suite für Orgel, 1943
- Bread of the World für vierstimmigen gemischten Chor, um 1946